# Coupe du monde de slalom de canoë-kayak
En canoë-kayak, la Coupe du monde de slalom est composée de 4 ou 5 événements majeurs qui se déroulent entre les mois de mai et août.
Les épreuves sont chez les hommes : K1, C1 et C2 et chez les femmes : K1 et C1.

## Palmarès

### Canoë
| Année | C1 hommes                                                                                              | C1 femmes                                                                                              | C2 hommes                                                                                              | C2 mixte                                                                                               |
| ----- | --- | --- | --- | --- |
| 1988  | Jon Lugbill (USA)                                                                                      | N/A | Lecky Haller/Jamie McEwan (USA)                                                                        | N/A |
| 1989  | Jon Lugbill (USA)(2)                                                                                   | N/A | Jérôme Daille/Gilles Lelièvre (FRA)                                                                    | N/A |
| 1990  | Jon Lugbill (USA)(3)                                                                                   | N/A | Miroslav Šimek/Jiří Rohan (TCH)                                                                        | N/A |
| 1991  | Gareth Marriott (GBR)                                                                                  | N/A | Miroslav Šimek/Jiří Rohan (TCH)(2)                                                                     | N/A |
| 1992  | Martin Lang (GER)                                                                                      | N/A | Miroslav Šimek/Jiří Rohan (TCH)(3)                                                                     | N/A |
| 1993  | Lukáš Pollert (CZE)                                                                                    | N/A | Miroslav Šimek/Jiří Rohan (CZE)(4)                                                                     | N/A |
| 1994  | Gareth Marriott (GBR)(2)                                                                               | N/A | Miroslav Šimek/Jiří Rohan (CZE)(5)                                                                     | N/A |
| 1995  | Gareth Marriott (GBR)(3)                                                                               | N/A | Miroslav Šimek/Jiří Rohan (CZE)(6)                                                                     | N/A |
| 1996  | Patrice Estanguet (FRA)                                                                                | N/A | Frank Adisson/Wilfrid Forgues (FRA)                                                                    | N/A |
| 1997  | Patrice Estanguet (FRA)(2)                                                                             | N/A | Frank Adisson/Wilfrid Forgues (FRA)(2)                                                                 | N/A |
| 1998  | Michal Martikán (SVK)                                                                                  | N/A | Roman Štrba/Roman Vajs (SVK)                                                                           | N/A |
| 1999  | Stanislav Ježek (CZE)                                                                                  | N/A | Pavol Hochschorner/Peter Hochschorner (SVK)                                                            | N/A |
| 2000  | Michal Martikán (SVK)(2)                                                                               | N/A | Pavol Hochschorner/Peter Hochschorner (SVK)(2)                                                         | N/A |
| 2001  | Michal Martikán (SVK)(3)                                                                               | N/A | Pavol Hochschorner/Peter Hochschorner (SVK)(3)                                                         | N/A |
| 2002  | Stefan Pfannmöller (GER)                                                                               | N/A | Pavol Hochschorner/Peter Hochschorner (SVK)(4)                                                         | N/A |
| 2003  | Tony Estanguet (FRA)                                                                                   | N/A | Pavol Hochschorner/Peter Hochschorner (SVK)(5)                                                         | N/A |
| 2004  | Tony Estanguet (FRA)(2)                                                                                | N/A | Pavol Hochschorner/Peter Hochschorner (SVK)(6)                                                         | N/A |
| 2005  | Robin Bell (AUS)                                                                                       | N/A | Jaroslav Volf/Ondřej Štěpánek (CZE)                                                                    | N/A |
| 2006  | Michal Martikán (SVK)(4)                                                                               | N/A | Pavol Hochschorner/Peter Hochschorner (SVK)(7)                                                         | N/A |
| 2007  | Nico Bettge (GER)                                                                                      | N/A | Pavol Hochschorner/Peter Hochschorner (SVK)(8)                                                         | N/A |
| 2008  | Robin Bell (AUS)(2)                                                                                    | N/A | Pavol Hochschorner/Peter Hochschorner (SVK)(9)                                                         | N/A |
| 2009  | David Florence (GBR)                                                                                   | N/A | Ladislav Škantár/Peter Škantár (SVK)                                                                   | N/A |
| 2010  | Matej Beňuš (SVK)                                                                                      | Cen Nanqin (CHN)                                                                                       | Ladislav Škantár/Peter Škantár (SVK)(2)                                                                | N/A |
| 2011  | Stanislav Ježek (CZE)(2)                                                                               | Rosalyn Lawrence (AUS)                                                                                 | Pavol Hochschorner/Peter Hochschorner (SVK)(10)                                                        | N/A |
| 2012  | Alexander Slafkovský (SVK)                                                                             | Rosalyn Lawrence (AUS)(2)                                                                              | Pierre Labarelle/Nicolas Peschier (FRA)                                                                | N/A |
| 2013  | Sideris Tasiadis (GER)                                                                                 | Jessica Fox (AUS)                                                                                      | Gauthier Klauss/Matthieu Péché (FRA)                                                                   | N/A |
| 2014  | Michal Martikán (SVK)(5)                                                                               | Kateřina Hošková (CZE)                                                                                 | Ladislav Škantár/Peter Škantár (SVK)(3)                                                                | N/A |
| 2015  | Matej Beňuš (SVK)(2)                                                                                   | Jessica Fox (AUS)(2)                                                                                   | Gauthier Klauss/Matthieu Péché (FRA)(2)                                                                | N/A |
| 2016  | Alexander Slafkovský (SVK)(2)                                                                          | Mallory Franklin (GBR)                                                                                 | Pierre Picco/Hugo Biso (FRA)                                                                           | N/A |
| 2017  | Alexander Slafkovský (SVK)(3)                                                                          | Jessica Fox (AUS)(3)                                                                                   | Ladislav Škantár/Peter Škantár (SVK)(4)                                                                | N/A |
| 2018  | Alexander Slafkovský (SVK)(4)                                                                          | Jessica Fox (AUS)(4)                                                                                   | N/A | Tereza Fišerová/Jakub Jáně (CZE)                                                                       |
| 2019  | Matej Beňuš (SVK)(3)                                                                                   | Jessica Fox (AUS)(5)                                                                                   | N/A | N/A |
| 2020  | Pas de classement à la suite de l'annulation de plusieurs manches en raison de la Pandémie de Covid-19 | Pas de classement à la suite de l'annulation de plusieurs manches en raison de la Pandémie de Covid-19 | Pas de classement à la suite de l'annulation de plusieurs manches en raison de la Pandémie de Covid-19 | Pas de classement à la suite de l'annulation de plusieurs manches en raison de la Pandémie de Covid-19 |
| 2021  | Denis Gargaud Chanut (FRA)                                                                             | Tereza Fišerová (CZE)                                                                                  | N/A | N/A |
| 2022  | Nicolas Gestin (FRA)                                                                                   | Tereza Fišerová (CZE)                                                                                  | N/A | N/A |
| 2023  | Luka Božič (SVN)                                                                                       | Jessica Fox (AUS)(6)                                                                                   | N/A | N/A |

### Kayak
| Année | K1 hommes                                                                                              | K1 femmes                                                                                              | K1 hommes cross                                                                                        | K1 femmes cross                                                                                        |
| ----- | --- | --- | --- | --- |
| 1988  | Richard Fox (GBR)                                                                                      | Dana Chladek (USA)                                                                                     | N/A | N/A |
| 1989  | Richard Fox (GBR)(2)                                                                                   | Myriam Jérusalmi (FRA)                                                                                 | N/A | N/A |
| 1990  | Pierpaolo Ferrazzi (ITA)                                                                               | Myriam Jérusalmi (FRA)(2)                                                                              | N/A | N/A |
| 1991  | Richard Fox (GBR)(3)                                                                                   | Myriam Jérusalmi (FRA)(3)                                                                              | N/A | N/A |
| 1992  | Pierpaolo Ferrazzi (ITA)(2)                                                                            | Štěpánka Hilgertová (TCH)                                                                              | N/A | N/A |
| 1993  | Scott Shipley (USA)                                                                                    | Kordula Striepecke (GER)                                                                               | N/A | N/A |
| 1994  | Shaun Pearce (GBR)                                                                                     | Lynn Simpson (GBR)                                                                                     | N/A | N/A |
| 1995  | Scott Shipley (USA)(2)                                                                                 | Lynn Simpson (GBR)(2)                                                                                  | N/A | N/A |
| 1996  | Thomas Becker (GER)                                                                                    | Lynn Simpson (GBR)(3)                                                                                  | N/A | N/A |
| 1997  | Scott Shipley (USA)(3)                                                                                 | Irena Pavelková (CZE)(2)                                                                               | N/A | N/A |
| 1998  | Paul Ratcliffe (GBR)                                                                                   | Štěpánka Hilgertová (CZE)(2)                                                                           | N/A | N/A |
| 1999  | Paul Ratcliffe (GBR)(2)                                                                                | Susanne Hirt (GER)                                                                                     | N/A | N/A |
| 2000  | Paul Ratcliffe (GBR)(3)                                                                                | Elena Kaliská (SVK)                                                                                    | N/A | N/A |
| 2001  | Thomas Schmidt (GER)                                                                                   | Elena Kaliská (SVK)(2)                                                                                 | N/A | N/A |
| 2002  | Fabien Lefèvre (FRA)                                                                                   | Mandy Planert (GER)                                                                                    | N/A | N/A |
| 2003  | David Ford (CAN)                                                                                       | Elena Kaliská (SVK)(3)                                                                                 | N/A | N/A |
| 2004  | Campbell Walsh (GBR)                                                                                   | Elena Kaliská (SVK)(4)                                                                                 | N/A | N/A |
| 2005  | Fabian Dörfler (GER)                                                                                   | Elena Kaliská (SVK)(5)                                                                                 | N/A | N/A |
| 2006  | Erik Pfannmöller (GER)                                                                                 | Elena Kaliská (SVK)(6)                                                                                 | N/A | N/A |
| 2007  | Fabian Dörfler (GER)(2)                                                                                | Jasmin Schornberg (GER)                                                                                | N/A | N/A |
| 2008  | Erik Pfannmöller (GER)(2)                                                                              | Katrina Lawrence (AUS)                                                                                 | N/A | N/A |
| 2009  | Peter Kauzer (SVN)                                                                                     | Jana Dukátová (SVK)                                                                                    | N/A | N/A |
| 2010  | Daniele Molmenti (ITA)                                                                                 | Jana Dukátová (SVK)(2)                                                                                 | N/A | N/A |
| 2011  | Peter Kauzer (SVN)(2)                                                                                  | Jana Dukátová (SVK)(3)                                                                                 | N/A | N/A |
| 2012  | Étienne Daille (FRA)                                                                                   | Urša Kragelj (SVN)                                                                                     | N/A | N/A |
| 2013  | Sebastian Schubert (GER)                                                                               | Jana Dukátová (SVK)(4)                                                                                 | N/A | N/A |
| 2014  | Sebastian Schubert (GER)(2)                                                                            | Corinna Kuhnle (AUT)                                                                                   | N/A | N/A |
| 2015  | Peter Kauzer (SVN)(3)                                                                                  | Corinna Kuhnle (AUT)(2)                                                                                | N/A | N/A |
| 2016  | Mathieu Biazizzo (FRA)                                                                                 | Ricarda Funk (GER)                                                                                     | N/A | N/A |
| 2017  | Vít Přindiš (CZE)                                                                                      | Ricarda Funk (GER)(2)                                                                                  | N/A | N/A |
| 2018  | Jiří Prskavec (CZE)                                                                                    | Jessica Fox (AUS)                                                                                      | Pavel Eigel (RUS)                                                                                      | Martina Wegman (NED)                                                                                   |
| 2019  | Jiří Prskavec (CZE)(2)                                                                                 | Jessica Fox (AUS)(2)                                                                                   | Pedro Gonçalves (BRA)                                                                                  | Ashley Nee (USA)                                                                                       |
| 2020  | Pas de classement à la suite de l'annulation de plusieurs manches en raison de la Pandémie de Covid-19 | Pas de classement à la suite de l'annulation de plusieurs manches en raison de la Pandémie de Covid-19 | Pas de classement à la suite de l'annulation de plusieurs manches en raison de la Pandémie de Covid-19 | Pas de classement à la suite de l'annulation de plusieurs manches en raison de la Pandémie de Covid-19 |
| 2021  | Vít Přindiš (CZE)(2)                                                                                   | Jessica Fox (AUS)(3)                                                                                   | Vít Přindiš (CZE)                                                                                      | Caroline Trompeter (GER)                                                                               |
| 2022  | Jiří Prskavec (CZE)(3)                                                                                 | Jessica Fox (AUS)(4)                                                                                   | Vojtěch Heger (CZE)                                                                                    | Mallory Franklin (GBR)                                                                                 |
| 2023  | Vít Přindiš (CZE)(3)                                                                                   | Jessica Fox (AUS)(5)                                                                                   | Joseph Clarke (GBR)                                                                                    | Kimberley Woods (GBR)                                                                                  |

## Classement par nations
| #   | Nation          | C1 (H) | C1 (F) | C2 (H) | C2 (X) | K1 (H) | K1 (F) | K1 (A) | K1 (B) | Total |
| --- | --------------- | ------ | ------ | ------ | ------ | ------ | ------ | ------ | ------ | ----- |
| 1er | Slovaquie       | 11     | .      | 14     | .      | .      | 10     | .      | .      | 35    |
| 2e  | Allemagne       | 5      | .      | 1      | .      | 8      | 6      | .      | 1      | 21    |
| 2e  | Tchéquie        | 3      | 3      | 4      | 1      | 6      | 2      | 2      | .      | 21    |
| 4e  | France          | 6      | .      | 7      | .      | 3      | 3      | .      | .      | 19    |
| 4e  | Royaume-Uni     | 4      | 1      | .      | .      | 8      | 3      | 1      | 2      | 19    |
| 6e  | Australie       | 2      | 8      | .      | .      | .      | 6      | .      | .      | 16    |
| 7e  | États-Unis      | 3      | .      | 1      | .      | 3      | 1      | .      | 1      | 9     |
| 8e  | Slovénie        | 1      | .      | .      | .      | 3      | 1      | .      | .      | 5     |
| 9e  | Tchécoslovaquie | .      | .      | 3      | .      | .      | 1      | .      | .      | 4     |
| 10e | Italie          | .      | .      | .      | .      | 3      | .      | .      | .      | 3     |
| 11e | Autriche        | .      | .      | .      | .      | .      | 2      | .      | .      | 2     |
| 12e | Chine           | .      | 1      | .      | .      | .      | .      | .      | .      | 1     |
| 12e | Canada          | .      | .      | .      | .      | 1      | .      | .      | .      | 1     |
| 12e | Russie          | .      | .      | .      | .      | .      | .      | 1      | .      | 1     |
| 12e | Brésil          | .      | .      | .      | .      | .      | .      | 1      | .      | 1     |
| 12e | Pays-Bas        | .      | .      | .      | .      | .      | .      | .      | 1      | 1     |